# Great Ashby
Great Ashby – civil parish w Anglii, w Hertfordshire, w dystrykcie North Hertfordshire. W 2011 civil parish liczyła 5706 mieszkańców.